# Harbin Hafei
La Harbin Hafei Automobile Industry Group Co., conosciuta in forma abbreviata come Hafei Motor, è una casa automobilistica cinese facente parte del gruppo Harbin Aircraft Industry Group.
Nata nel 1984, dichiara di aver prodotto sino alla fine del 2005 oltre 1,43 milioni di autovetture e, dai dati dell'OICA del 2008 risulta aver prodotto 226 754 esemplari.
La produzione verte soprattutto su utilitarie e veicoli commerciali leggeri; la limitata esportazione è soprattutto verso la Russia e i paesi dell'America Latina.

## Veicoli prodotti

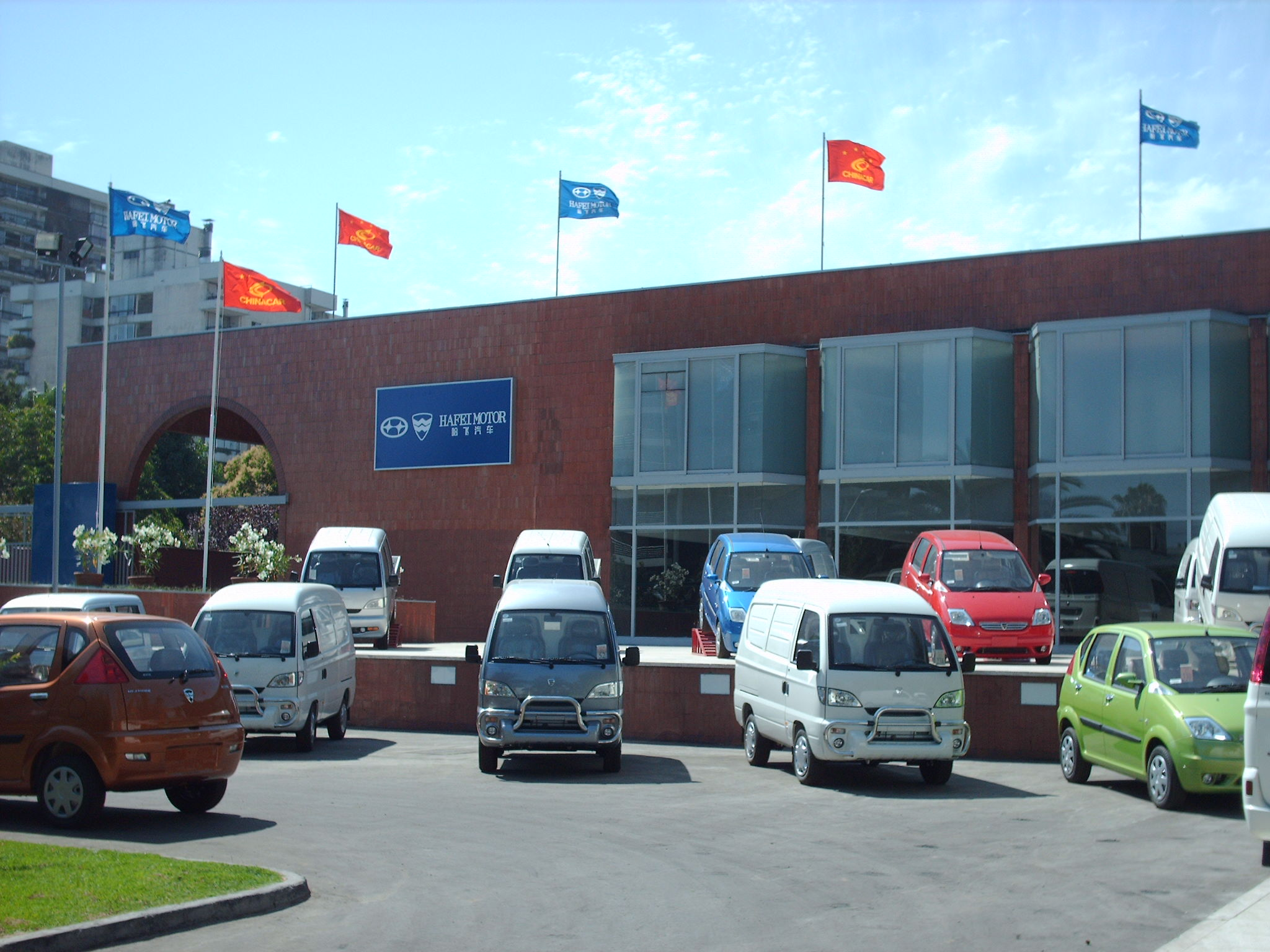
Veicoli Hafei Motor

- Hafei Zhongyi
- Hafei Ruiyi